# ريك باركر
ريك باركر (بالإنجليزية: Rick Barker)‏ هو سياسي نيوزلندي، ولد في 27 أكتوبر 1951 في غرايموث في نيوزيلندا. حزبياً، نشط في حزب العمال النيوزيلندي. وقد انتخب عضو مجلس النواب النيوزيلندي.